# Unique Modèle Ld/Lc/Lf
Pour les articles homonymes, voir Unique.
L'Unique Modèle Ld/Lc/Lf est un pistolet semi-automatique de self-defense produit en France par la MAPF.

## Technique
Il est issu du Ruby llama mais sa culasse ne couvre pas le canon ; lequel supporte le guidon. Comme les autres PA de la marque, il fonctionne en simple action avec un chien externe. Cette arme de poing vendue en trois calibres. Les organes de visée étaient fixes et donc ad hoc pour l'usage défini. Le client pouvait choisir une arme de poing munie d'une carcasse en acier ou en alliage.

## Données chiffrées
- Munitions : .22LR (Ld), 7,65 Browning (Lc) et 9mm court (Lf)
- Longueur : 16 cm
- Canon : 9 cm
- Masse de l'arme vide : 560-800 g selon le matériau de la carcasse et la munition
- Chargeur : 10 (Ld), 7 (Lc) et 6 (Lf) cartouches

## Sources
Cette notice est issue de la lecture des revues spécialisées de langue française suivantes :
- Cibles (Fr)
- L'Amateur d'armes (Fr
- Gazette des armes (Fr)
- Action Guns  (Fr)